# Rob Havenstein
(en) Statistiques sur pro-football-reference
Rob Havenstein (né le 13 mai 1992 à Mount Airy au Maryland) est un joueur américain de football américain. Il évolue comme offensive tackle avec les Rams de Los Angeles dans la National Football League (NFL).

## Biographie

### Jeunesse et carrière universitaire
Havenstein est de fils de Gary et Cheryl Havenstein, un couple natif du Michigan ayant déménagé au Maryland durant l'exode de l'industrie automobile de la Rust Belt. Rob a une sœur, Holly, et un frère jumeau, Jeff. Les trois enfants ont eu une carrière sportive universitaire en Division I. Il joue d’abord à Liganore High School, une école de Mount Airy dans le comté de Frederick, dans son adolescence. Avant son arrivée à cette école, il n'avait pas joué au football américain, mais plutôt au football, au basket-ball et à la crosse. Lors de son passage avec l'équipe, il est nommé capitaine. Lors de sa dernière année avec l'équipe, Havenstein remporte le championnat d'état avec une saison où l'équipe est invaincue.
En prévision de sa carrière universitaire, Havenstein prend la direction de la division Big Ten où se trouvent les équipes supportées par sa famille, les Spartans et les Wolverines. Néanmoins, il décide de s'engager avec les Badgers du Wisconsin. Avec les Badgers, mais aussi au Senior Bowl, Havenstein est nommé capitaine de son équipe. Durant son parcours universitaire, il est comparé à Jon Runyan ou Tony Pashos due à sa ténacité et sa taille. Des analystes lui reprochent cependant son manque de vitesse, ce qui le confinerait au troisième ou quatrième tour du draft à venir. D'autres simulations prédisent plutôt qu'Havenstein sera repêché entre le troisième et septième et dernier tour. Avant le repêchage, il est en contact avec plusieurs équipes de la NFL, mais aucune ne donne d'indications claires qu'il est une cible de l'organisation. Il profite cependant d'une bonne performance au Senior Bowl et est sélectionné au deuxième tour, 57e rang au total, par les Rams de Saint-Louis. Il est alors seulement le quatrième joueur ayant grandit dans le comté de Frederick à être sélectionné dans un draft de la NFL après Chuck Foreman, Bob Maddox et Tony Fiammetta.

### Carrière professionnelle
Havenstein s'acclimate rapidement à la NFL et il est partant avec les Rams dès sa première année dans la ligue. L'année suivante, l'équipe déménage à Los Angeles, mais Havenstein conserve son poste de partant avec l'équipe. Alors que son contrat de recrue prend fin, il signe une extension de quatre ans avec l'équipe. Le contrat, d'une valeur de 32 millions de dollars, est restructuré en 2021 pour libérer de la masse salariale. Pour ce faire, Havenstein accepte de transformer 3 840 000$ de son salaire en bonus. En 2019, les Rams de Los Angeles se qualifient pour le Super Bowl LIII à la suite d'une victoire controversée contre les Saints de La Nouvelle-Orléans en finale de conférence. Lors de la finale, ils affrontent les Patriots de la Nouvelle-Angleterre. Le match se solde sur un score de 13 à 3 en faveur des Patriots, il s'agit alors du Super Bowl où le moins de points ont été marqués.
Lors de la saison 2021, Havenstein se rend pour la seconde fois au Super Bowl avec les Rams. Pour se faire, l'équipe élimine les 49ers de San Francisco en finale de conférence. Cette fois, l'équipe s'impose en finale contre les Bengals de Cincinnati. Havenstein remporte alors son premier Super Bowl.

## Vie personnelle
Havenstein est le père de deux filles. Il réside au Wisconsin lorsque la ligue n'est pas en activité.